# دونالد لامبرت
دونالد لامبرت (بالإنجليزية: Donald Lambert)‏ هو عازف جاز وعازف بيانو أمريكي، ولد في 12 فبراير 1904 في برينستون في الولايات المتحدة، وتوفي في 8 مايو 1962 في نيوآرك في الولايات المتحدة.

## وصلات خارجية
- دونالد لامبرت على موقع ميوزك برينز (الإنجليزية)
- دونالد لامبرت على موقع ديسكوغز (الإنجليزية)